# Egham Hythe
Egham Hythe – wieś w Anglii, w hrabstwie Surrey, w dystrykcie Runnymede. Leży 30 km na zachód od centrum Londynu. Miejscowość liczy 6345 mieszkańców.